# Гончаров, Николай Николаевич (политик)
Николай Николаевич Гончаров (род. 18 мая 1952 года) — российский политик, депутат Государственной Думы ФС РФ первого созыва.

## Биография
В 1978 году получил высшее образование по специальности «учитель географии» в Курском государственном педагогическом институте.
В 1969 году работал на Курском трикотажном комбинате слесарем. С 1970 по 1971 год проходил срочную службу в Советской армии. С 1972 по 1979 год работал в Артюховской средней школе Октябрьского района Курской области учителем. С 1979 по 1994 год работал на заводе «Аккумуляр», в Акционером обществе «Курскрезинотехника».
В 1993 году избран депутатом Государственной думы Федерального Собрания Российской Федерации первого созыва. В Государственной думе был членом комитета по собственности, приватизации и хозяйственной деятельности, входил во фракцию Коммунистической партии Российской Федерации.